# Distrikt Buliisa
Buliisa ist ein Bezirk in Uganda. Er wurde Anfang des 21. Jahrhunderts neu geschaffen und seit 2006 von Stephen Biraahwa regiert.
In Buliisa wurde Erdöl gefunden. Seit 2006 wird auch danach gebohrt.